# Синішор
Синішор (рум. Sânișor) — село у повіті Муреш в Румунії. Входить до складу комуни Лівезень.
Село розташоване на відстані 258 км на північний захід від Бухареста, 10 км на схід від Тиргу-Муреша, 87 км на схід від Клуж-Напоки, 121 км на північний захід від Брашова.

## Населення
За даними перепису населення 2002 року у селі проживали 196 осіб.
Національний склад населення села:
| Національність | Кількість осіб | Відсоток |
| -------------- | -------------- | -------- |
| угорці         | 173            | 88,3%    |
| румуни         | 23             | 11,7%    |

Рідною мовою назвали:
| Мова      | Кількість осіб | Відсоток |
| --------- | -------------- | -------- |
| угорська  | 172            | 87,8%    |
| румунська | 24             | 12,2%    |